# 윈도우 온 윈도우
윈도우 온 윈도우(Windows on Windows, WOW, 과거 이름: 16비트 WOW, WOWEXEC)는 마이크로소프트 윈도우 운영 체제에서 두 개의 추상적인 하위 시스템의 이름이다. 다시 말해, 윈도우가 발전함에 따라 레거시 코드의 뒤떨어지는 호환성을 보완하고자 만들어진 중요한 구성 요소 두 개의 이름이다. WoW라고 불리는 첫 구성 요소는 윈도우 NT에서 처음 쓰였으며 NTVDM에 의존하는 Win16 API를 사용하는 응용 프로그램들을 지원한다.
윈도우 XP 프로페셔널 x64, 윈도우 서버 2003 x64, 그리고 다른 x64 버전의 윈도우에서 돌아가는 Win32 응용 프로그램들을 지원하기 위해서는 WOW64라고 불리는 새로운 WoW가 필요하다. x64 버전의 윈도우는 더 이상 NTVDM과 더불어 16비트 WoW 하위 시스템을 포함하고 있지 않으므로 16비트 윈도우 응용 프로그램이나 도스용 응용 프로그램을 돌릴 수 없다.

## 참조
1. ↑  “WOW Environment Remains in Memory After Quitting 16-Bit Program”. Microsoft. 2013년 2월 13일에 확인함.
2. ↑  “Starting 16-Bit WOW Subsystem on Windows NT Server”. Microsoft. 2013년 2월 11일에 확인함.
3. ↑  “Disabling the MSDOS and WOWEXEC Subsystems on Terminal Server”. Microsoft. 2013년 2월 13일에 확인함.

## 같이 보기
- WOW64